# Platyrhina sinensis
Platyrhina sinensis es una especie de peces de la familia Rhinobatidae en el orden de los rajiformes. Es ovíparo.

## Distribución geográfica
Se encuentra desde las costas del Japón hasta el Vietnam.[cita requerida]